# 纳加雷克市镇
纳加雷克市镇（俄语：Муниципальное образование «Нагалык»）是俄罗斯联邦伊尔库茨克州巴彦代区所属的一个市镇。其下辖有个居民点，行政中心为纳加雷克。据2016年统计，该市镇的人口为597人。